# Hans Jonatan
Hans Jonatan, aussi orthographié Hans Jonathan (1784–1827), est un ancien esclave qui fut l'objet d'un jugement faisant référence au Danemark sur l'esclavage. Il fut le premier noir connu résidant en Islande et, en 2017, le premier humain dont l'ADN ait été reconstitué uniquement grâce à celui de ses descendants. Une biographie de Jonatan écrite par Gísli Pálsson (en) fut publiée en islandais en 2014, et traduite en français en 2018.  

## Parents
Hans Jonatan est né esclave en 1784 dans une plantation de la colline de la Constitution dans l'île antillaise de Sainte-Croix qui était devenue en 1733 une colonie danoise quand elle fut rachetée à la France par la Compagnie danoise des Indes occidentales (aujourd'hui partie des îles vierges américaines). Le père de Jonatan n'est pas connu avec certitude, mais Pálsson affirme dans sa biographie qu'il était un Danois blanc, Hans Gram, qui fut pendant trois ans le secrétaire des propriétaires de la plantation. Sa mère était Emilia Regina, une esclave noire employée comme domestique, qui est mentionnée pour la première fois en 1773 dans la plantation de la Reine, à Sainte-Croix, où elle est présumée être née. En 1788, Emilia eut une fille, Anna Maria, dont le père, Andreas, était un esclave domestique, mais leur vie n'est pas documentée. Les origines africaines de la mère de Hans ne sont alors pas connues.
Hans Jonatan était la propriété d'Heinrich Ludvig Ernst von Schimmelmann et de son épouse Henriette Catharina.

## Vie au Danemark
En 1789, la famille Schimmelmann partit pour Copenhague quand l'économie des plantations à Sainte-Croix déclina, emmenant avec eux Emilia Regina et, plus tard, Hans Jonatan. Peu de temps après, Heinrich mourut, léguant Hans à sa veuve Henriette Catharine. En 1802, à l'âge de dix-sept ans, Hans Jonatan s'échappa. Il rejoignit la marine royale danoise et combattit lors de la guerre anglaise, dans laquelle il acquit une certaine reconnaissance. Il fut plus tard arrêté par la police. Lui et son avocat plaidèrent devant un tribunal de Copenhague dirigé par le juge Anders Sandøe Ørsted (qui deviendra plus tard Premier ministre du Danemark) que bien que l'esclavage fût encore légal dans les Antilles danoises, il était illégal au Danemark, Hans Jonatan ne pouvait donc pas y être gardé comme esclave. Cependant, dans l'affaire «Generalmajorinde Henriette de Schimmelmann contra mulatten Hans Jonathan 1802 », Ørsted le condamna le 31 mars 1802 à être renvoyé aux Antilles,.

## Vie en Islande

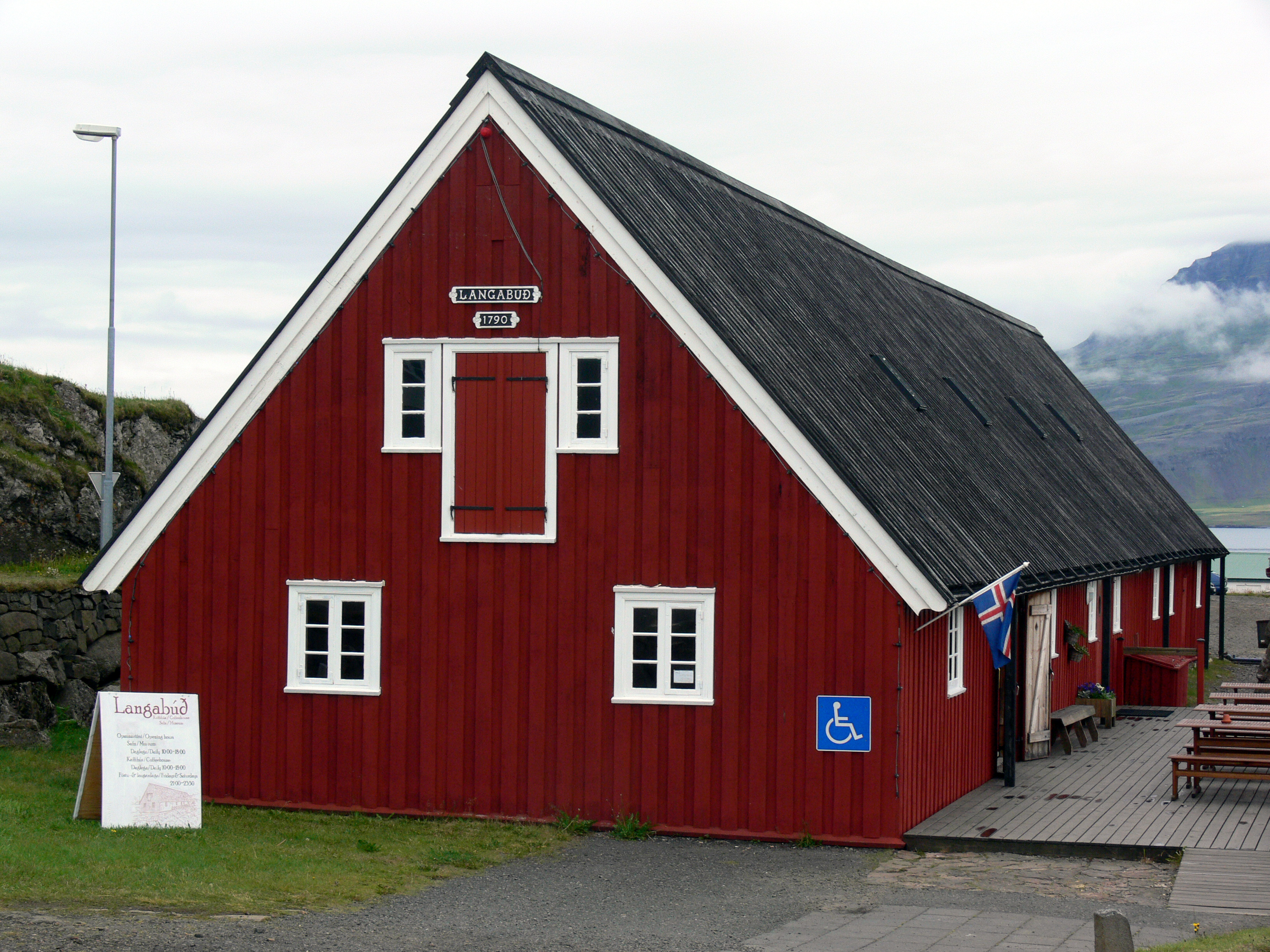
Musée. Ancien grand magasin, le plus ancien bâtiment de Djúpivogur.

Hans Jonatan s'échappa mais ce qu'il advint demeura inconnu de l'administration danoise. C'est seulement dans les années 1990 que la suite de sa vie put être reconstituée. En 1802, il arriva à Djúpivogur, un village portuaire de l'est de l'Islande. Une des premières mentions de Hans Jonatan après 1802 se trouve dans le journal du cartographe norvégien Hans Frisak à la date du 4 août 1812 :
« L'agent du comptoir commercial ici est des Antilles, et n'a pas de nom ... mais s'appelle lui-même Hans Jonatan. Il est de peau très noire et a une chevelure bouclée noir-charbon. Son père est un Européen mais sa mère une négresse. »
Frisak loua les services d'Hans Jonatan comme guide. Il vivait alors comme fermier à Borgargarður, travaillant au comptoir commercial danois de Djúpivogur. Il en prit la direction en 1819. En février 1820, Hans Jonatan se maria à Katrín Antoníusdóttir de Háls. Ils eurent trois enfants dont deux survécurent jusqu'à l'âge adulte et le nombre de leurs descendants actuels approche les 900 personnes. Hans Jonatan mourut en 1827. Il serait le seul homme noir à s’être installé en Islande avant 1920.

## Étude génétique
En 2017, des scientifiques ont réalisé une percée en génétique en reconstruisant une partie de son génome en utilisant uniquement des prélèvements ADN de ses descendants mais aucun de ses restes. C'est la première fois qu'un génome humain est reconstitué sans utiliser de restes physiques. Pour l'étude, 788 des descendants d'Hans Jonatan ont été identifiés, et des échantillons d'ADN de 182 d'entre eux ont été prélevés. L'étude a été facilitée par l'extrême rareté du patrimoine africain en Islande, l'homogénéité de la population du pays et sa base de données complète sur le génome. Les échantillons ont été analysés par rapport à des signes connus d'ADN africain, recréant environ 38 % du profil ADN de sa mère et donc 19 % du sien. Il a été déterminé que les ancêtres de sa mère provenaient du golfe de Guinée, dans une région englobant le Nigeria, le Bénin et le Cameroun .